# Ministrowie odbudowy Wielkiej Brytanii
Minister odbudowy (en. Minister of Reconstruction), odpowiadał w brytyjskim rządzie za sprawy związane z odbudową kraju po I i II wojnie światowej. Istniał w latach 1917–1919 i 1944–1945.

## Ministrowie odbudowy
| Minister                            | Czas urzędowania                   |
| ----------------------------------- | ---------------------------------- |
| Christopher Addison                 | 17 lipca 1917 – 10 stycznia 1919   |
| Auckland Geddes                     | 10 stycznia 1919 – 19 grudnia 1919 |
| Frederick Marquis, 1. baron Woolton | 11 listopada 1943 – 23 maja 1945   |